# Brachyptera starmachi
Brachyptera starmachi är en bäcksländeart som beskrevs av Sowa 1966. Brachyptera starmachi ingår i släktet Brachyptera och familjen vingbandbäcksländor. Inga underarter finns listade i Catalogue of Life.